# Circuit des Matignon
Le Circuit des Matignon est une course cycliste française disputée au mois de juillet à Torigny-les-Villes, dans le département de la Manche. Créée en 1985, elle est organisée par l'Étoile Sportive de Torigni, un club local qui compte une équipe évoluant en Nationale 2. 

## Présentation
La course se déroule actuellement sur un court circuit de 1,9 kilomètres à parcourir une quarantaine de fois. Elle compte à son palmarès quelques cyclistes réputés comme Richard Vivien, ancien champion du monde amateurs.
En 2020, la course est reportée puis annulée à cause de la pandémie de Covid-19. L'édition 2021 rend hommage à l'ancien directeur sportif de l'ES Torigni Sébastien Houtteville, mort deux jours avant la course d'une crise cardiaque,. 

## Palmarès
| Année | Vainqueur           | Deuxième               | Troisième              |
| ----- | ------------------- | ---------------------- | ---------------------- |
| 1985  | Gary Newbold        | Alain Daniel           | Philippe Tesnière      |
| 1986  | Pascal Churin       | Philippe Adam          | Denis Tréol            |
| 1987  | Henk Martens        | Marc Hibou             | Jean-Louis Danguy      |
| 1988  | Richard Vivien      | Jacques Cambier        | François Leveau        |
| 1989  | Richard Vivien      | Pascal Churin          | Hervé Henriet          |
| 1990  | Laurent Plu         | Alain Daniel           | Pascal Montier         |
| 1991  | Gérard Meyer        | Thomas Davy            | Laurent Eudeline       |
| 1992  | Pascal Churin       | Jean-Pierre Godard     | Marc Hibou             |
| 1993  | Denis Dugouchet     | Claude Carlin          | Sébastien Guénée       |
| 1994  | Claude Carlin       | Jean-François Laffillé | Jean-Philippe Thibault |
| 1995  | Jean-Michel Thilloy | Bruno Thouroude        | Franck Morelle         |
| 1996  | Mickaël Leveau      | Mickaël Boulet         | Thierry Masschelein    |
| 1997  | Laurent Paumier     | Mickaël Boulet         | Alain Benoît           |
| 1998  | René Taillandier    | Franck Laurance        | Mickaël Boulet         |
| 1999  | Pascal Mancel       | Mickaël Boulet         | Régis Ruet             |
| 2000  | Dany Caprais        | Christophe Giroult     | Stéphane Bréard        |
| 2001  | Stéphane Bréard     | Julien Roussel         | Jérôme Boudet          |
| 2002  | Mickaël Lemardelé   | André Faye             | Fabrice Dubost         |
| 2003  | Jean-Michel Delarue | Willy Servager         | Arnaud Martin          |
| 2004  | Alexandre Bizet     | Vladimir Koev          | Régis Ruet             |
| 2005  | Julien Foisnet      | Julien Roussel         | Stéphane Belot         |
| 2006  | Alexandre Bizet     | Frédéric Lecrosnier    | Julien Roussel         |
| 2007  | Frédéric Lecrosnier | Stéphane Belot         | Alexandre Lemair       |
| 2008  | Fabien Taillefer    | Anthony Delaplace      | Emmanuel Galode        |
| 2009  | Nicolas Suzanne     | Stéphane Belot         | César Bihel            |
| 2010  | Florian Salles      | Emmanuel Galode        | Cyrille Noël           |
| 2011  | Édouard Louyest     | Cédric Delaplace       | Bertrand Goupil        |
| 2012  | Jérémy Leveau       | Christopher De Souza   | Julien Gonnet          |
| 2013, | Guillaume Louyest   | Ronan Hardy            | Nicolas Lefrançois     |
| 2014  | Clément Mary        | Cyril Delory           | Guillaume Faucon       |
| 2015, | Rodolphe Marie      | Risto Raid             | Bertrand Goupil        |
| 2016  | Dylan Kowalski      | Risto Raid             | Clément Patat          |
| 2017, | Mike Granger        | Rodolphe Marie         | Grégoire Salmon        |
| 2018  | Mike Granger        | Robin Hébert           | Cyrille Patoux         |
| 2019  | Simon Verger        | Cyrille Patoux         | Cédric Delaplace       |
| 2020  | annulé              | annulé                 | annulé                 |
| 2021, | Cyrille Patoux      | Maxime Renault         | Killian Théot          |
| 2022, | Maxime Renault      | Jocelyn Baguelin       | Erwann Fillion         |
| 2023  | Alexis Pierre       | Ben Carman             | Cyprien Gilles         |
| 2024  | Evan Pavis          | Mathéo Halley          | Julien Jamot           |
| 2025  | Cyprien Gilles      | Maxence Colombe        | Mathéo Halley          |